# Мрога-Гурна
Мрога-Гурна (пол. Mroga Górna) — село в Польщі, у гміні Рогув Бжезінського повіту Лодзинського воєводства.
Населення — 54 особи (2011).
У 1975-1998 роках село належало до Скерневицького воєводства.

## Демографія
Демографічна структура станом на 31 березня 2011 року:
|          | Загалом | Допрацездатний вік | Працездатний вік | Постпрацездатний вік |
| -------- | ------- | ------------------ | ---------------- | -------------------- |
| Чоловіки | 28      | 3                  | 19               | 6                    |
| Жінки    | 26      | 6                  | 13               | 7                    |
| Разом    | 54      | 9                  | 32               | 13                   |